# Elvedin Varupa
Elvedin Varupa (Vitez, 16. studenog 1975. – Vitez, 1. kolovoza 2015.), bosanskohercegovački nogometaš. Jedan je od legendi Premijer lige BiH.

## Karijera
Nogomet je počeo igrati u klubu iz rodnog Viteza. Kao kadet igrao je za FK Sarajevo, a juniorski staž odradio je u Varteksu. Poslije toga igrao je za Mladost 127 i garešničku Mladost. Od 1996. godine je za NK Travnik odigrao oko 700 utakmica. Deset je sezona bio kapetan Travnika, sve do odlaska u nogometnu mirovinu krajem sezone 2013./14. Po jednu polusezonu odigrao je u Krajini iz Cazina i Iskri iz Bugojna.
Nakon kraja nogometne karijere bio je trener u omladinskoj školi Travnika. 

## Vanjske poveznice
- Profil na transfermarkt.de